# حرملية
الفصيلة الحَرْمَلِيَّة أو الغَرْقَدِيَّة (باللاتينية: Nitrariaceae) فصيلة نباتية من صف ثنائيات الفلقة تضم حوالي 3 أجناس من الشجيرات والحشائش، هي:
1. الحرمل (الاسم العلمي: Peganum)
2. الغرقد (الاسم العلمي: Nitraria)
3. [[]] (الاسم العلمي: Tetradiclis)